# Hohtürli
Hohtürli (2.778 m s.l.m.) è un valico alpino svizzero situato nell'Oberland bernese.

## Descrizione

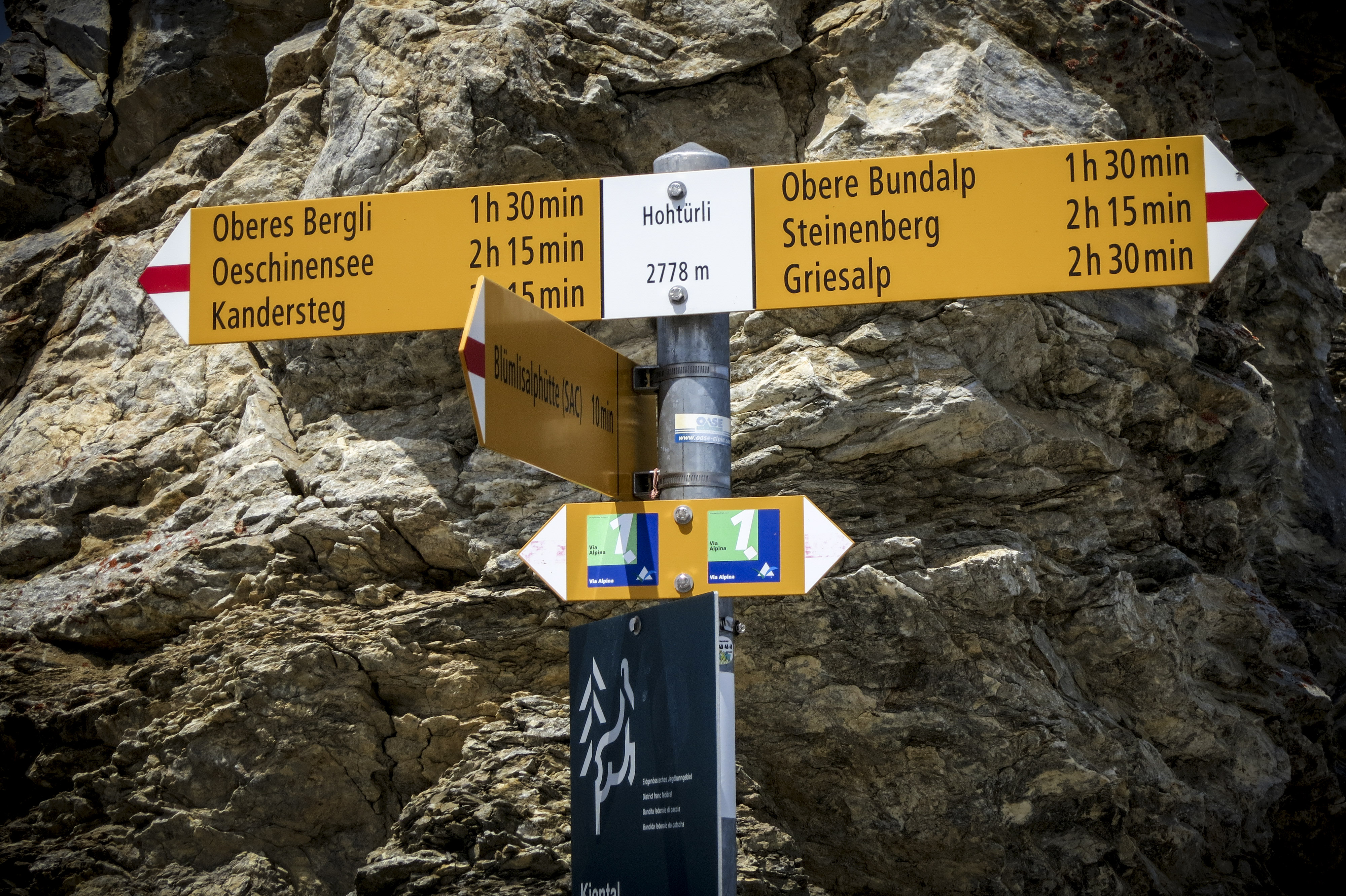
Segnalazioni escursionistiche sul colle

Collega Kandersteg (nella Kandertal) con Griesalp (nella Kiental).
Dal punto di vista orografico il valico separa le Alpi Bernesi (a sud) dalle Prealpi Bernesi (a nord). A sud si trova il gruppo del Blümlisalp, mentre a nord vi è quello del Dündenhorn.